# IWAKAN

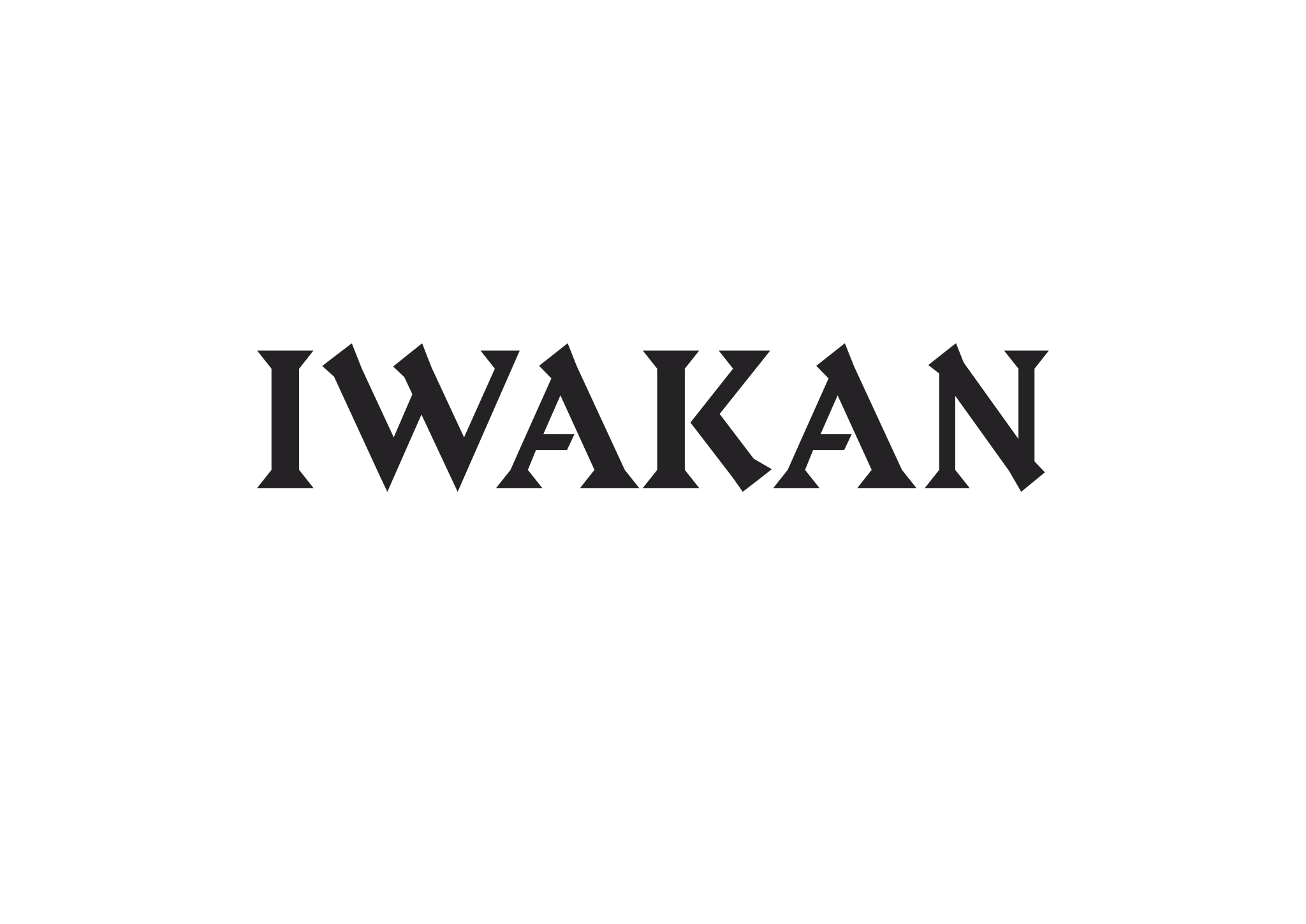
IWAKANロゴ

『IWAKAN』（イワカン）は、株式会社ニューピースが運営するCreative Studio REINGによって、2020年10月から2023年12月に刊行されていた雑誌。
ジェンダー、セクシュアリティ、男女二元論への違和感などを主なテーマとしており、年に2回発行されていた。

## 概要
2020年10月創刊。コンセプトは世の中の当たり前に“違和感”を問いかけること。ジェンダー、セクシュアリティ、男女二元論への違和感などを軸に、アートエディトリアルからアカデミックな対話まで、幅広いテーマを扱っている。
紙媒体を介して地方でもポップアップやイベントを不定期で開催しており、ダンサーや研究者など、様々なバックグラウンドを持つ人々とコラボレーションしているのが特徴。
発行頻度は年2回。ジェンダーや性別の当たり前に違和感を投じた創刊号・特集「女男」は累計1,500冊を発行した。
2023年12月31日に活動を停止した。

## バックナンバー
- 『IWAKAN Volume 01 特集 女男』（2020年10月）
- 『IWAKAN Volume 02 特集 愛情』（2021年3月）
- 『IWAKAN Volume 03 特集 政自』（2021年9月）
- 『IWAKAN Volume 04 特集 多様性?』（2022年4月）
- 『IWAKAN Volume 05 特集 （不）自然』（2022年10月）
- 『IWAKAN Volume 06 特集 男性制』（2023年5月）

## なんかIWAKAN!
IWAKAN編集部が出演する、Podcast番組。恋愛、メディア、テクノロジー、政治、環境問題、ポップカルチャーなど、国内外のジェンダー問題に関する様々なトピックを取り上げ、社会の様々な側面がどのようにジェンダーと結びついているのかについて議論している。
現在は、Apple Podcastと、Spotifyで配信されている。